# Станфорд (Калифорнија)
Станфорд (енгл. Stanford) насељено је место без административног статуса у америчкој савезној држави Калифорнија.

## Демографија
По попису из 2010. године број становника је 13.809, што је 494 (3,7%) становника више него 2000. године.
| Група             | 2000.         | 2010.         |
| Белци             | 7.453 (56,0%) | 6.937 (50,2%) |
| Афроамериканци    | 653 (4,9%)    | 651 (4,7%)    |
| Азијати           | 3.405 (25,6%) | 3.777 (27,4%) |
| Хиспаноамериканци | 1.193 (9,0%)  | 1.439 (10,4%) |
| Укупно            | 13.315        | 13.809        |